# Lejos de aquí
«Lejos de Aquí» es una canción del grupo de pop-rock chileno Kudai, siendo el 1.er sencillo de su tercer álbum de estudio Nadha. Fue dirigido por Juan Pablo Olivares y grabado en el Valle de la Luna en Chile. 
Este video logró ubicarse en el número 96 de la lista de los 150 videos más pedidos de los 15 años de MTV Latinoamérica, compartiendo con Alisse los únicos en ubicar un video estrenado en ese mismo año (2008). Además en la lista de MTV Latinoamérica (centro) de los 100 mejores videos de la década del 2000, el sencillo logró ubicarse en el número 9 de la lista centro siendo el más votado del cuarteto y superando a su antecesor Déjame Gritar. Este es considerado el más exitoso sencillo de Kudai, porque además consiguió éxito al otro lado de la cordillera.

## Canción
La canción habla de cómo el propio ser humano va destruyendo todo por su propia mano, o mediante aviones y guerras; y después no sabe cómo pasa ni por qué pasa, la canción inmediatamente empezó a sonar gracias la conciencia y el calentamiento global de esta.

## Video
El video grabado en tres tomas en el Valle de la Luna, en Chile, los chicos pasean por todo el desierto de Atacama, se agregan algunos efectos como de planetas y órbitas conforme va avanzando este.

## Mensaje altruista
El mensaje que da esta canción es respecto al calentamiento global, la contaminación por petróleo (dando como ejemplo en el video una marea negra en donde se logran captar a los animales que se ven afectados por esta), el dióxido de carbono, el hambre y la pobreza que dejan las guerras en países pobres. Así mismo, como se muestra en las imágenes, también da a conocer, y a entender, como es que la mano del mismo hombre va destruyendo su planeta.

## Posicionamiento en listas
| Listas (2008)              | Mejor posición |
| -------------------------- | -------------- |
| Argentina (Top 20 Singles) | 10             |
| Chile (Top 20 Singles)     | 1              |
| Guatemala (Top 10 Singles) | 1              |
| México (Los 40)            | 5              |
| Nicaragua (Top 10 Singles) | 4              |
| Panamá (Top 10 Singles)    | 5              |
| Paraguay (Radio Latina)    | 25             |